# Luiz Roberto Gomes de Arruda
Luiz Roberto Gomes de Arruda TOR (* 21. Juni 1914 in São Luiz de Cáceres; † 6. Dezember 2003 in Aldeia de Sagarana) war ein brasilianischer römisch-katholischer Geistlicher und Prälat von Guajará-Mirim.

## Leben
Luiz Roberto Gomes de Arruda trat der Ordensgemeinschaft der Regulierten Franziskaner-Terziaren bei und empfing am 29. Juni 1945 die Priesterweihe.
Papst Paul VI. ernannte ihn am 24. April 1964 zum Koadjutorprälaten von Guajará-Mirim. Mit dem Rücktritt Francisco Xavier Elias Pedro Paulo Reys TOR am 12. März 1966 folgte er ihm als Prälat von Guajará-Mirim nach. Der Papst ernannte ihn am 23. März 1966 zum Titularbischof von Feradi Minus. Der Apostolische Nuntius in Brasilien, Erzbischof Sebastiano Baggio, spendete ihm am 15. August desselben Jahres die Bischofsweihe; Mitkonsekratoren waren Paulo de Tarso Campos, Erzbischof von Campinas, und Tomás Vaquero, Bischof von São João da Boa Vista.
Am 26. Mai 1978 verzichtete er im Zuge der neuen Vergaberichtlinien der römischen Kurie auf seinen Titularbischofssitz. Von seinem Amt trat er am 3. November 1978 zurück.